# São João das Duas Barras
São João das Duas Barras foi uma comarca elevada ao status de capitania entre 1808 e 1814, posteriormente restaurada como província sob o nome São João da Palma entre 1821 e 1823, quando foi definitivamente extinta.

## Criação e período como capitania (1808–1814)
São João das Duas Barras foi criada durante o período do Reino Unido de Portugal, Brasil e Algarves por decreto de João VI, atendendo às articulações de Joaquim Teotônio Segurado. A capitania-comarca compreendia territórios que hoje pertencem ao estado brasileiro do Tocantins (à época parte da capitania de Goiás) e a porção sul da capitania do Grão-Pará.
A sede inicial, na confluência dos rios Tocantins e Itacaiunas, foi fundada em 1808 sob o nome de Barra do Tacay-Una, localizada onde hoje se encontra Marabá. Entretanto, devido a pressões políticas, a sede foi transferida em 1810 para a Vila de Palma (atual Paranã).
Em 1814, São João das Duas Barras perdeu o status de capitania, sendo reincorporada à capitania de Goiás. A região, contudo, manteve-se como foco de movimentos emancipatórios.

## Tentativa de restauração como província (1821–1823)
Em 1821, durante a chamada "revolta de Cavalcante", São João das Duas Barras foi declarada província com o nome de São João da Palma. O governo provisório foi liderado por Teotônio Segurado, que buscou o reconhecimento da autonomia da região perante as Cortes de Lisboa, sem sucesso.
Com a independência do Brasil em 1822 e a subsequente Guerra de Independência do Brasil, os líderes políticos de São João da Palma, alinhados à corte portuguesa, perderam apoio político. O projeto da província foi arquivado em 1823, e seus principais articuladores, como Segurado, foram afastados da vida pública.

## Legado
São João das Duas Barras foi o embrião do atual estado do Tocantins, marcando o primeiro movimento emancipatório que incluiu territórios do projeto do Carajás.